# بيثياس
بيثياس الماسيلي (باليونانية: Πυθέας ὁ Μασσαλιώτης)‏ هو مستكشف وجغرافي إغريقي ولد في سنة 350 ق م في مدينة مرسيليا (ماساليا) وألتي كانت أنذاك مستعمرة إغريقية، عرف بكونه أول مستكشف لشمال غرب أوروبا، حيث بدأ رحلته في سنة 325 ق م، ويعتقد أنه لم ينجو في تلك الرحلة وما سجل عنه وجد من كتابات لاحقة. سافر بيثياس نحو بريطانيا وأيرلندا، ويعتقد أيضاً أنه زار القطب الشمالي وقابل هناك القبائل الكلتية والجرمانية، يعتقد أيضاً أنه أول شخص سجل عن شمس منتصف الليل. تكلم بيثياس عن وصوله لأرض إسمها ثولي وألتي يعتقد أنها أيسلندا. ذكر سترابو أن بيثياس عبر الراين ووصل إلى ما بعد سكيثيا وتكلم هناك عن مشاهدته لقبائل القوط الجرمانية، ويعتقد أنه سافر عبر بحر البلطيق وأطلق اسم بالطيا على جزيرة غوتالاند في السويد.

## روابط خارجية
- بيثياس على موقع الموسوعة البريطانية (الإنجليزية)